# Cayo Mario
Cayo Mario (en latín: Gaius Marius; 158 o 157 a. C.-13 de enero de 86 a. C.) o Cayo Mario el Viejo, fue un general y estadista romano, además de siete veces cónsul, incluyendo cinco veces consecutivas en el 104-100 a. C., lo que le convierte en la persona que más veces ha ejercido este cargo durante la época republicana de la historia romana. Realizó una reorganización del ejército romano, llevó a un final victorioso la guerra de Jugurta en 105 a. C., y derrotó en dos batallas a las tribus germánicas que intentaron invadir Italia. Como resultado, en los últimos años del siglo II a. C., Mario se convirtió en el hombre más poderoso de Roma.
Durante un tiempo, Mario se alió con Lucio Apuleyo Saturnino, pero en un momento crucial desertó hacia el bando del Senado. Después de esto, estuvo en la sombra durante unos diez años. Participó en la guerra Social y obtuvo varias victorias, pero sus poderes no se ampliaron. Cuando estalló la primera guerra mitridática, Mario intentó hacerse con el mando, lo que desencadenó la primera guerra civil de la historia de Roma en 88 a. C. Derrotado por Sila y declarado enemigo del Estado, Mario huyó de Italia, pero regresó al año siguiente y, en alianza con Lucio Cornelio Cinna, ocupó Roma. A esto le siguió un gobierno de terror, descrito en las fuentes en los tonos más oscuros. Mario murió al principio de su séptimo consulado, en enero de 86 a. C.

## Biografía

### Orígenes y primeros años
Mario nació en la aldea de Cereatae, cerca de Arpino, en el sur del Lacio. Esta zona había sido conquistada por los romanos en 305 a. C., y en 188 sus habitantes habían adquirido todos los derechos de los ciudadanos romanos. Según Plutarco, los padres de Cayo —padre homónimo y madre llamada Fulcinia— eran personas humildes y pobres que se ganaban la vida trabajando, pero otras fuentes afirman que los Marios pertenecían al orden ecuestre. En la historiografía moderna, se acepta que la información sobre los bajos orígenes de los Marios proviene de una tradición hostil a él; de hecho, los Marios formaban parte de la aristocracia local no senatorial, desempeñando un papel bastante importante en la vida de su municipio. Estaban estrechamente relacionados con otras familias nobles de Arpino, como los Gratidios y los Tulios, y eran clientes de los Herenios y de la influyente familia senatorial romana de los Cecilios Metelos; sin embargo, se cree que no existía una relación cliente-patrón con los Metelos y que sólo había un apoyo puntual.
El nacimiento de Mario sólo puede datarse de forma aproximada a partir de los relatos de los historiadores antiguos sobre los últimos años de su vida. Por ejemplo, Plutarco informa de que en el año 87 a. C. Mario tenía «más de setenta años», y en relación con su muerte a principios de 86, dice que vivió setenta años. Según Veleyo Patérculo, Mario tenía setenta y tantos años en 88 a. C. Basándose en estos datos, la historiografía atribuye el nacimiento de Mario al año 158 o 157 a. C.; siendo el primer año el más probable.
Cayo Mario tenía un hermano menor, Marco, y también hermanas —se desconoce el número— que se convirtieron en esposas de aristócratas locales: Lusia, Gratidia y Bebia. Algunas fuentes informan de que Cayo no recibió una buena educación: no aprendió griego y permaneció indiferente a la cultura helénica durante toda su vida, «su mente, gracias a sus honestos estudios, intacta», maduró en el servicio militar. Es probable que de este modo los autores antiguos intentaran contrastar al máximo a Mario como «homo novus» con la nobleza romana de la época. De hecho, Mario debió haber tenido una buena educación en latín. Pasó su juventud en su tierra natal, y su vida tardía en la ciudad, aunque esta afirmación puede ser un homenaje a una tradición retórica que explota la imagen del aldeano modesto y virtuoso, alejado del bullicio de la ciudad.

### Servicio militar
Las primeras noticias sobre el servicio militar de Cayo Mario datan de 134-133 a. C., cuando Escipión Emiliano dirigió un asedio a la ciudad hispana de Numancia. Plutarco se refiere explícitamente a la guerra numantina como la primera campaña en la que participó Mario; sin embargo, según Salustio, Mario se alistó en el ejército «cuando apenas tenía edad para portar armas», es decir, a los 17 años, en el año 141 o 140 a. C. En ese caso, en Numancia debía ser un militar experimentado y con cierto mérito. Esto también puede explicar cómo Mario entró en el círculo íntimo del comandante y se ganó sus grandes elogios, que Plutarco atribuye únicamente al valor y la eficiencia que mostró en esta campaña: «Dícese que peleando con un enemigo le quitó la vida a presencia del general, por lo que, además de otros honores que este le dispensó, moviéndose en cierta ocasión plática entre cena acerca de los generales, como preguntase uno de los presentes, bien fuera porque realmente dudase, o porque hiciera por gusto aquella pregunta a Escipión, cuál sería el general y primer caudillo que después de él tendría el pueblo romano, hallándose Mario sentado a su lado, le pasó suavemente la mano por la espalda y respondió: “Quizás éste”».
Junto a Mario, el círculo íntimo de Escipión Emiliano incluía a muchos otros jóvenes que más tarde se convertirían en destacadas figuras políticas: Cayo Sempronio Graco, Quinto Fabio Máximo Alobrógico, Sempronio Aselión, Publio Rutilio Rufo, Cayo Memio —posiblemente un tribuno de la plebe en 111 a. C.—, Cayo Cecilio Metelo, el rey numida Jugurta. Escipión logró restablecer la disciplina en el ejército y obligar a los numantinos a una rendición incondicional. Su estilo de mando en esta campaña pudo haber tenido una influencia significativa en Cayo Mario.
Más tarde, en una fecha inexacta, posiblemente de 131-124 a. C., Mario se presentó como candidato al tribunado militar y, aunque nadie lo conocía de vista, recibió los votos de todas las tribus gracias a sus hazañas militares. La lista de sus honores militares puesta en boca de Mario por Salustio también puede hablar de sus méritos en el campo militar: lanzas (hasta pura), banderas (vexillum), fáleras «y otros honores militares».

### Inicio de la carrera civil
Mario comenzó su carrera civil presentándose como candidato en las elecciones locales de Arpino, pero fue derrotado; sin embargo, más tarde ganó una cuestura en Roma e «irrumpió en el Senado». No se sabe nada sobre este primer paso de su cursus honorum, incluida la fecha; sólo se especula con que Mario fue cuestor no más tarde de 122 a. C. o de 121 a. C.
En el año 119 a. C., Mario se convirtió en tribuno de la plebe con el apoyo de uno de los Metelos, posiblemente Lucio Cecilio —más tarde Dalmático—, quien alcanzó el consulado ese mismo año, pero también hay otras hipótesis. Fue una época de aguda lucha política interna, que no cesó con la muerte violenta de Cayo Graco en 121 a. C. Mario propuso una ley que cambiaba el orden de las votaciones en las elecciones de forma que se redujera la influencia de la nobilitas, y superó la resistencia a esta iniciativa por parte de ambos cónsules, recurriendo incluso al arresto de su patrón Metelo. Sin embargo, al mismo tiempo consiguió negarse a dar pan a la plebe y se ganó así la reputación de político valeroso e independiente. Al mismo tiempo, se sugiere «que cualquier ley sobre el pan en este momento aclaraba las disposiciones de la ley de Cayo Graco y que Plutarco malinterpretó la acción, cuyo propósito era preservar la inviolabilidad de las generosas normas de distribución de grano existentes», es decir, que Mario estaba actuando precisamente en el interés del pueblo.
Más tarde —según Plutarco al año siguiente, aunque es más probable que fuese en 117 a. C.— Mario presentó su candidatura a edil, pero parte de la nobilitas adoptó una postura hostil hacia él. Cuando se dio cuenta de que no podía acceder al cargo de edil curul, Mario intentó presentarse al de edil plebeyo, sin embargo, sus intentos también terminaron en fracaso. En 116 a. C. ganó las elecciones al cargo de pretor, aunque solo quedó en sexto lugar en términos de número de votos recibidos, pero fue inmediatamente acusado de ambitus —corrupción electoral— y a duras penas consiguió que se desestimase dicha acusación. Mario pasó un año sin incidentes en Roma y al año siguiente fue enviado a Hispania Ulterior con el cargo de propretor o procónsul, donde luchó con éxito contra los «salteadores». No se sabe cuándo terminó su gobierno; es posible que regresara a Roma en el año 113 a. C.
En años posteriores, Mario se casó con Julia, miembro de una antigua familia patricia, cuyos hombres, sin embargo, no habían ascendido por encima de la pretura durante mucho tiempo. Este matrimonio, al parecer celebrado poco antes de 110 a. C., contribuyó a aumentar la influencia de Mario y le convirtió en miembro de la alta sociedad.

### Guerra de Jugurta

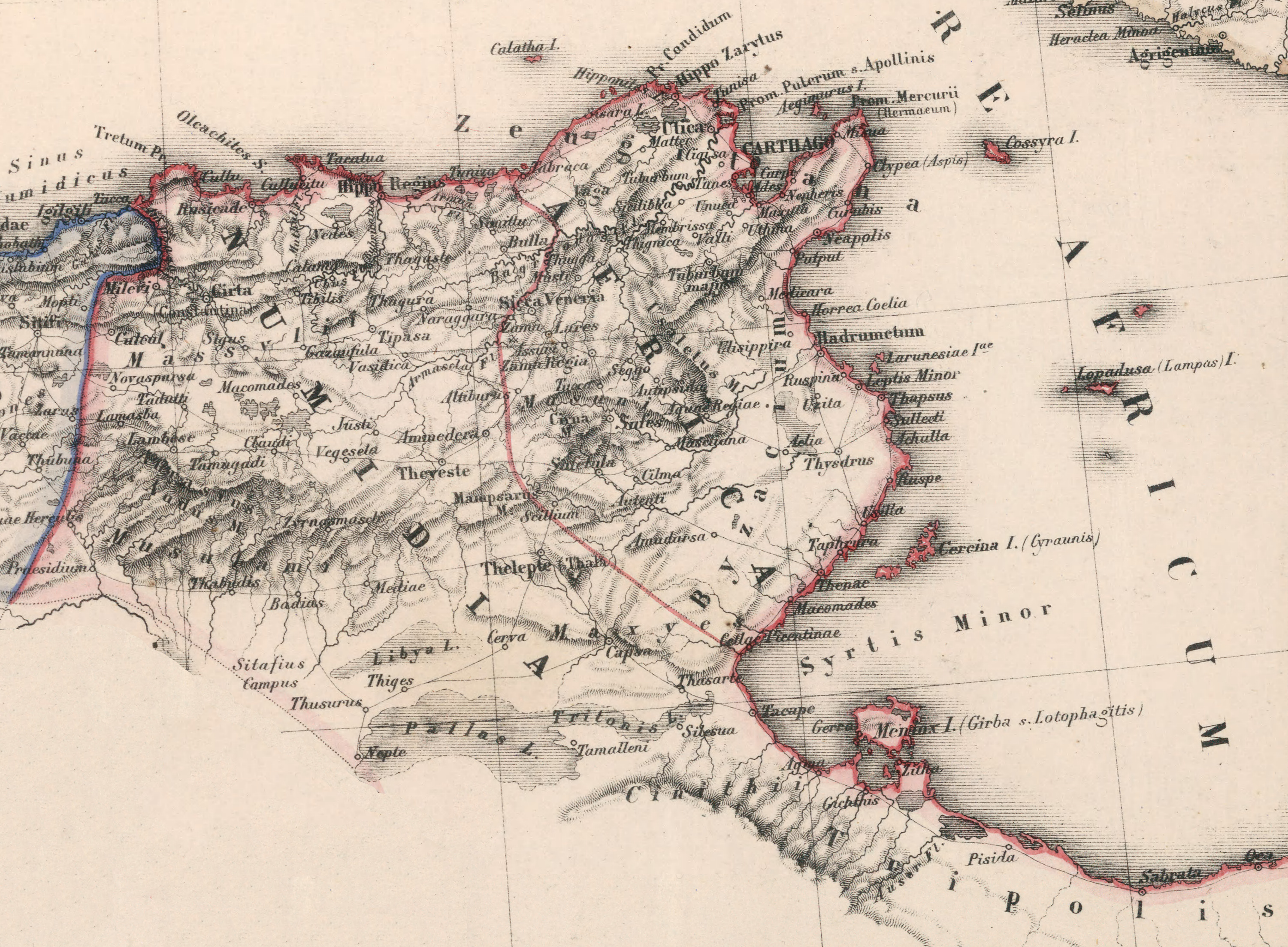
África romana y Numidia oriental a finales del siglo a. C.

En el año 109 a. C., tras la infame derrota de Aulo Postumio Albino a manos del rey Jugurta, Roma intensificó la acción militar en Numidia. El cónsul Quinto Cecilio Metelo dirigía el ejército local, y había elegido como su legado a Cayo Mario. Quizás Metelo planeó utilizar la experiencia de este último en la lucha contra el movimiento guerrillero, que había ganado en Hispania. Mario luchó en Mutul, luego, al mando de parte del ejército, tomó parte activa en el saqueo del país. En Sica, rechazó un ataque de la fuerza principal de Jugurta, y en la gran batalla de Zama salvó el campamento romano. Por sus valientes y exitosas acciones se ganó una gran popularidad en el ejército. «Mario no tenía intención de aumentar la fama de Metelo», sino que veía la guerra como una forma de llegar a la cúspide de su carrera —el consulado— y estaba dispuesto a romper abiertamente con su comandante y patrón cuando le resultara ventajoso.
Mario usó contra Metelo el hecho de que la guerra, aunque iba bastante bien, se prolongaba. Muchos de los soldados que servían en Numidia escribieron a Roma indicando que la victoria final solo sería posible si Mario se convertía en su comandante, lo que irritó a Metelo. Sin embargo, las relaciones se agravaron aún más con el caso de Turpilio, oficial que gozaba del favor de Metelo, pero que, a causa de Mario, fue injustamente condenado a muerte. En esta situación, cuando este último solicitó a Quinto Cecilio permiso para ir a Roma para presentarse como cónsul para 107 a. C., le fue rotundamente denegado: «Se dice que Metelo le aconsejó que no se diese tanta prisa en marchar, que harto llegaría a tiempo de pedir el consulado cuando lo pidiese también su hijo», es decir, más de veinte años después. Entonces, Mario comenzó a actuar en contra de su comandante: hizo campaña contra él entre los soldados y los comerciantes romanos de Numidia, acusando a Metelo de prolongar deliberadamente la guerra y afirmando que él mismo capturaría rápidamente a Jugurta y a la mitad del ejército. Al final Metelo le dejó ir a Roma, pero solo unas semanas antes del comienzo de las elecciones.
Mario ya era un hombre muy popular cuando llegó a Roma, porque contaba con el apoyo de una parte importante de la plebe y de los équites. Incluso, según la historiografía, todas las fuerzas antisenatoriales se reunieron en torno a él. Utilizando la cooperación de los tribunos de la plebe y continuando con la acusación contra Metelo de prolongar la guerra contra Jugurta, obtuvo una gran victoria electoral, aunque también hay que tener en cuenta la aportación proporcionada por el resentimiento de ciertos sectores de la aristocracia por el excesivo fortalecimiento de la familia de los Cecilios Metelo, lo que pudo haber jugado un papel importante en su victoria. La asamblea popular lo nombró comandante en África, aunque poco antes el Senado había prorrogado el mando de Metelo para el año siguiente. Como el ejército de Quinto Cecilio había sido entregado al segundo cónsul, Lucio Casio Longino, para luchar contra los cimbros, Mario tuvo que reclutar un nuevo ejército. Debido a las elevadas pérdidas de la guerra en los años anteriores, no había suficientes reclutas, por lo que redujo drásticamente los requisitos mínimos para la leva, lo que fue el catalizador de la reforma militar, pero esta innovación no logró reclutar más de cinco mil hombres.
El nuevo comandante llegó a Numidia ese mismo año 107 a. C. y llevaba como cuestor a Lucio Cornelio Sila, un patricio de una rama de una antigua familia, especulándose si su esposa era una Julia, pariente cercana de la cónyuge de Mario. Mario siguió saqueando el país, mientras dejaba a sus soldados con todo el botín y los endurecía poco a poco en escaramuzas menores; capturó la importante ciudad de Capsa, donde se almacenaban los tesoros de Jugurta, y después de esto el Senado le prorrogó el mando para el año siguiente.
En la primavera de 106, Mario trasladó las operaciones al oeste de Numidia con el objetivo de intimidar al aliado de Jugurta, Boco de Mauritania. Aquí ocupó una serie de fortalezas importantes; mientras tanto, el enemigo había retomado Cirta, y cuando el ejército romano se dirigió a reconquistar esa ciudad fue atacado por Jugurta y Boco. Mario fue expulsado a las colinas, pero al amanecer atacó repentinamente al ejército contrario mientras dormía y lo derrotó. Orosio afirma que noventa mil númidas y mauritanos fallecieron en esta batalla. Sin embargo, al cuarto día Jugurta volvió a atacar a los romanos; en medio de la batalla, el rey gritó a los soldados contrarios que supuestamente había matado a Mario con sus propias manos, pero este truco no funcionó y los romanos obtuvieron una victoria completa.
Después de estas victorias de Mario, Boco, el único aliado de Jugurta, comenzó a negociar con Roma. Se le exigió que extraditara al rey númida, prometiendo a cambio una alianza y un aumento de territorios. Mario envió a su procónsul Sila ante el vacilante Boco; en 105 a. C., este pudo obtener la extradición de Jugurta y lo entregó a su comandante, lo que significó el fin de la guerra. Antes de finalizar el año, Mario se ocupó de organizar un nuevo orden en la región: entregó Numidia Occidental a Boco, convirtió rey de Numidia Oriental al hermano de su enemigo Gauda, suprimió los últimos focos de resistencia y concedió a varios de sus aliados la ciudadanía romana y tierras. El 1 de enero de 104 a. C. Mario tuvo un triunfo en Roma, tras el cual Jugurta fue ejecutado.
No todo el mundo consideraba a Mario como el vencedor indiscutible de la guerra: la propaganda hostil hacia él lo oponía primero a Metelo, quien obtuvo victorias decisivas y, por lo tanto, recibió un triunfo y un agnomen, y luego a Sila, quien logró la entrega de Jugurta. Sin embargo, esta propaganda pudo haber tenido lugar después de su muerte, cuando Sila subió al poder, y, por lo tanto, la mayoría de los romanos parecen no haber dudado de que él tenía el crédito principal de la derrota de Jugurta.

### Guerra contra las tribus germanas

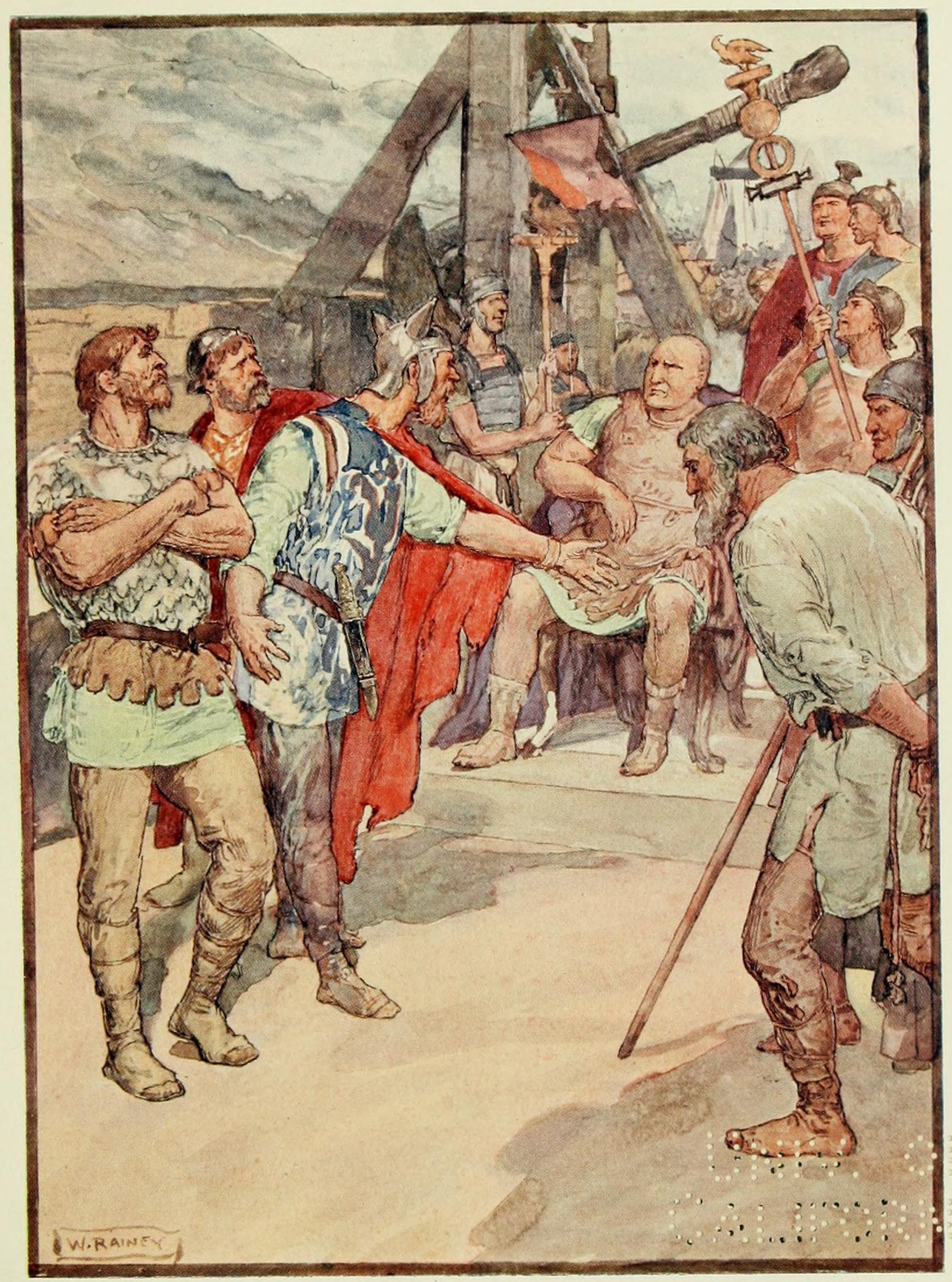
Mario y los embajadores cimbrios, representado por W. Rainey.

Hacia el año 120 a. C., las tribus germanas de los teutones y los cimbros, que habitaban la península de Jutlandia y la parte adyacente de la actual Alemania, iniciaron su movimiento migratorio hacia el sur. En la Galia pronto entraron en contacto con los romanos, y en consecuencia, entre los años 113-105 a. C., libraron una serie de grandes batallas en las que los germanos siempre salían victoriosos. Particularmente importante fue la batalla de Arausio en octubre de 105, donde una disputa entre los comandantes terminó con la destrucción de dos ejércitos romanos y como resultado dejó Italia indefensa ante los bárbaros. Cuando la noticia de esta terrible derrota llegó a Roma, a petición del pueblo, Mario, como el líder militar más competente, fue elegido cónsul por segunda vez, a pesar de que estaba fuera de Italia en ese momento. Esto marcó el primero de sus cinco consulados consecutivos, entre 104 y 100 a. C., hecho sin precedentes, periodo durante el cual Mario fue gobernante de facto de Roma.
Los bárbaros no se dirigieron hacia Italia tras su victoria; los teutones siguieron saqueando Galia y los cimbros se encaminaron a Hispania, lo que proporcionó a Mario tiempo para preparar su ejército. Entrenó a sus soldados valiéndose en la disciplina y las dificultades del servicio, utilizando tanto el castigo como el poder del ejemplo personal. Estacionado en Ródano, en el sureste de la Galia, protegía a Italia de las amenazas bárbaras y cumplía tareas menores; así, Sila, todavía a sus órdenes, hizo la paz con los volcas tectósages y persuadió a la tribu germana de los marsos para que se aliase con Roma, mientras tanto, Mario hizo que sus legionarios excavaran un canal que conectaba Ródano con el mar, evitando el estuario sedimentado. Tal trabajo ayudó al ejército a mantener la disciplina en previsión de una batalla decisiva.
Mario fue reelegido cónsul cuando los bárbaros se acercaron de nuevo a las fronteras de Italia. En 104 a. C. su colega fue otro homo novus, Cayo Flavio Fimbria, en 103 a. C. el segundo cónsul fue Lucio Aurelio Orestes, un representante de una noble familia senatorial, y en 102 a. C. fue Quinto Lutacio Cátulo, un aristócrata cuyos antepasados llevaban sin acceder a las magistraturas romanas más de cien años. Es posible que el propio Mario asegurara la elección de Cátulo, un pariente de los Julios, a quien esperaba controlar. Sin embargo, otra versión sugiere que Quinto Lutacio fue nombrado cónsul por un partido del Senado hostil a Mario.
En el año del consulado de Mario y Lutacio, los bárbaros avanzaron finalmente sobre Italia. Los cimbrios, rechazados por los celtíberos, regresaron de Hispania a la Galia y planearon invadir Italia a través de Nórico; su camino fue bloqueado por Cátulo, a cuyas órdenes estaba ahora Sila, enviado, según una sugerencia de la historiografía, por Mario para asegurar la cooperación entre los dos ejércitos romanos. Los teutones, por su parte, eligieron una ruta a lo largo de la costa mediterránea, en la que se encontraron con el ejército de Mario.
En el primer encuentro, el cónsul se negó a aceptar la batalla, puesto que esperó seis días en su campamento fortificado en la desembocadura del Isère mientras los bárbaros pasaban hacia Italia. Luego condujo a su ejército por una ruta paralela y volvió a bloquear el camino a los germanos en la ciudad de Aquae Sextiae. Mario derrotó a una tribu de ambrones, que marchaba en vanguardia, y luego tendió una emboscada junto a tres mil legionarios al mando de Claudio Marcelo que envió tras las líneas enemigas en una batalla decisiva, en la que él mismo dirigió el ataque de la caballería. Como resultado, la tribu teutona fue prácticamente aniquilada. Las fuentes informan de un total de ciento cincuenta o incluso doscientos mil muertos, así como unos ochenta a noventa mil prisioneros. Quizá las cifras de Plutarco —cien mil fallecidos y capturados— se acerquen más a la realidad, pero también provocan escepticismo entre algunos estudiosos.

### Vercelas

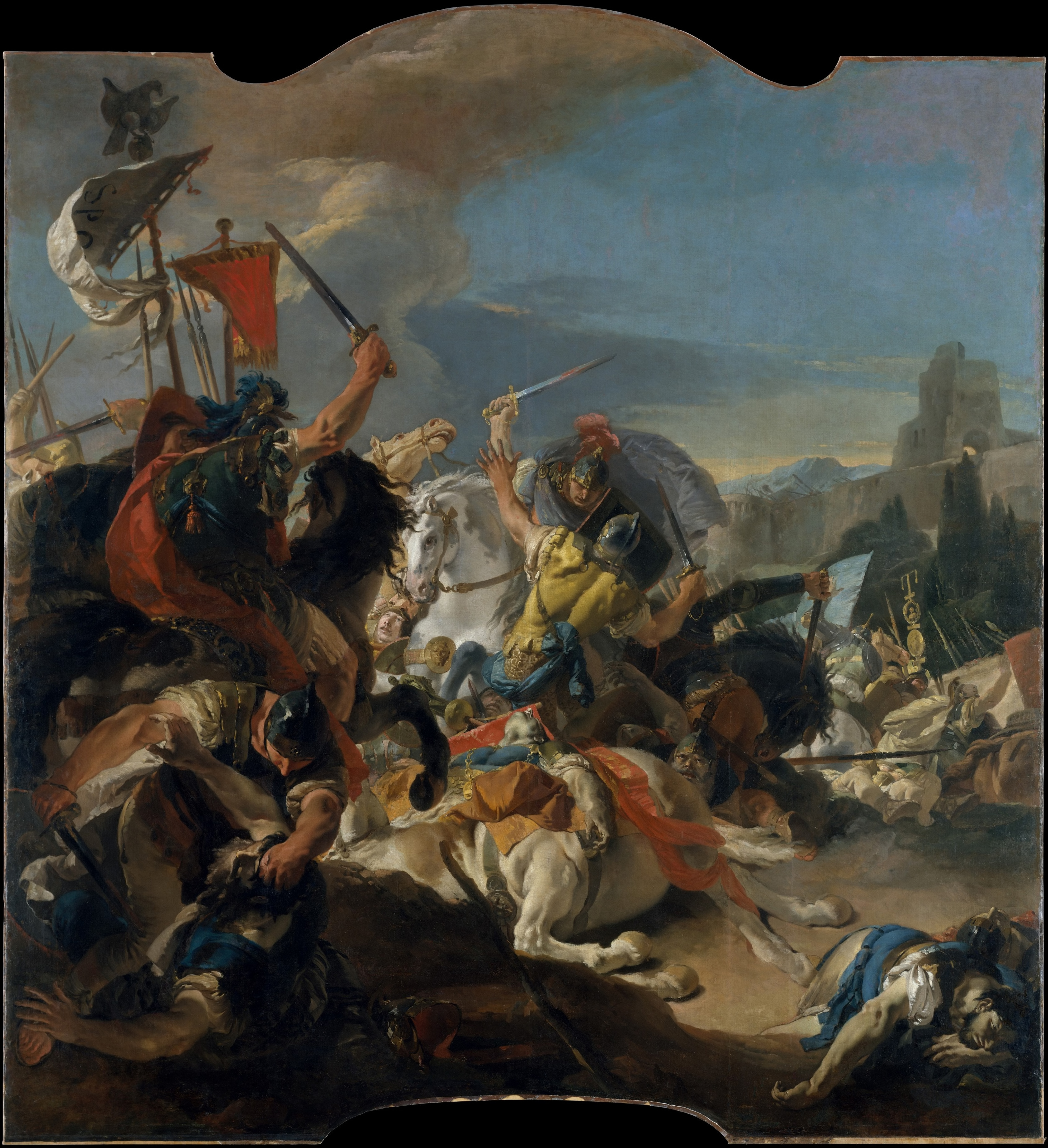
Cuadro Batalla de Vercelas de Giovanni Battista Tiepolo, que representa la victoria de Cayo Mario y Quinto Lucio Cátulo sobre los cimbrios.

Tras conocer el resultado de la batalla de Aquae Sextiae y los fracasos de Cátulo, quien había sido expulsado por los cimbrios al Po, los romanos eligieron a Mario en ausencia como cónsul para el año siguiente, el 101 a. C. Este último rechazó el triunfo que le concedió el Senado y unió su ejército al de Quinto Lutacio en la Galia Cisalpina para posteriormente cruzar el Po junto a él. Las fuentes hablan de negociaciones con los cimbrios, mencionando a este respecto sólo a Mario, cuyos poderes eran superiores. Mediante una serie de maniobras, los romanos lograron hacer retroceder a los germanos a una zona relativamente pequeña cerca de Vercelas, donde empezaron a tener dificultades de abastecimiento. El 30 de julio de 101 a. C. tuvo lugar una batalla decisiva en la planicie de Raudine, en Vercelas.
Las fuentes afirman que las tribus germanas en la víspera de la batalla eran una «vasta y terrible multitud», que parecía un «piélago inmenso»; cada uno de los lados de la infantería en formación ocupaba treinta estadios de longitud, y la caballería estaba compuesta por quince mil hombres. Diodoro Sículo habla de un ejército formado por cuatrocientos mil soldados. Sin embargo, los historiadores modernos creen que los cimbrios tenían entre cuarenta y cinco y cuarenta y ocho mil guerreros, o incluso entre veinticinco o treinta mil. Por su parte, el ejército romano estaba formado por cincuenta y dos mil trescientos hombres, de los cuales treinta y dos mil eran soldados de Mario.
El cónsul posicionó a los hombres de Quinto Lutacio en el centro y a sus divisiones más avanzadas por los flancos. Más tarde, Cátulo y Sila afirmaron en sus memorias que Mario hizo esto contando solo con los suyos para ganar y obtener toda la gloria, pero la inverosimilitud de esta versión es evidente. Se ha sugerido que probablemente a los soldados de Quinto Lutacio se les asignara un papel más pasivo porque estaban menos preparados. Según Plutarco, los soldados de Mario, en contra de sus órdenes, se precipitaron tras la caballería cimbria que había asestado el primer golpe, pero a causa de la espesa polvareda «vagaron largamente por la llanura», mientras que la infantería bárbara tropezó por accidente con las unidades de Cátulo. Este es el momento donde se desarrolló la batalla principal.

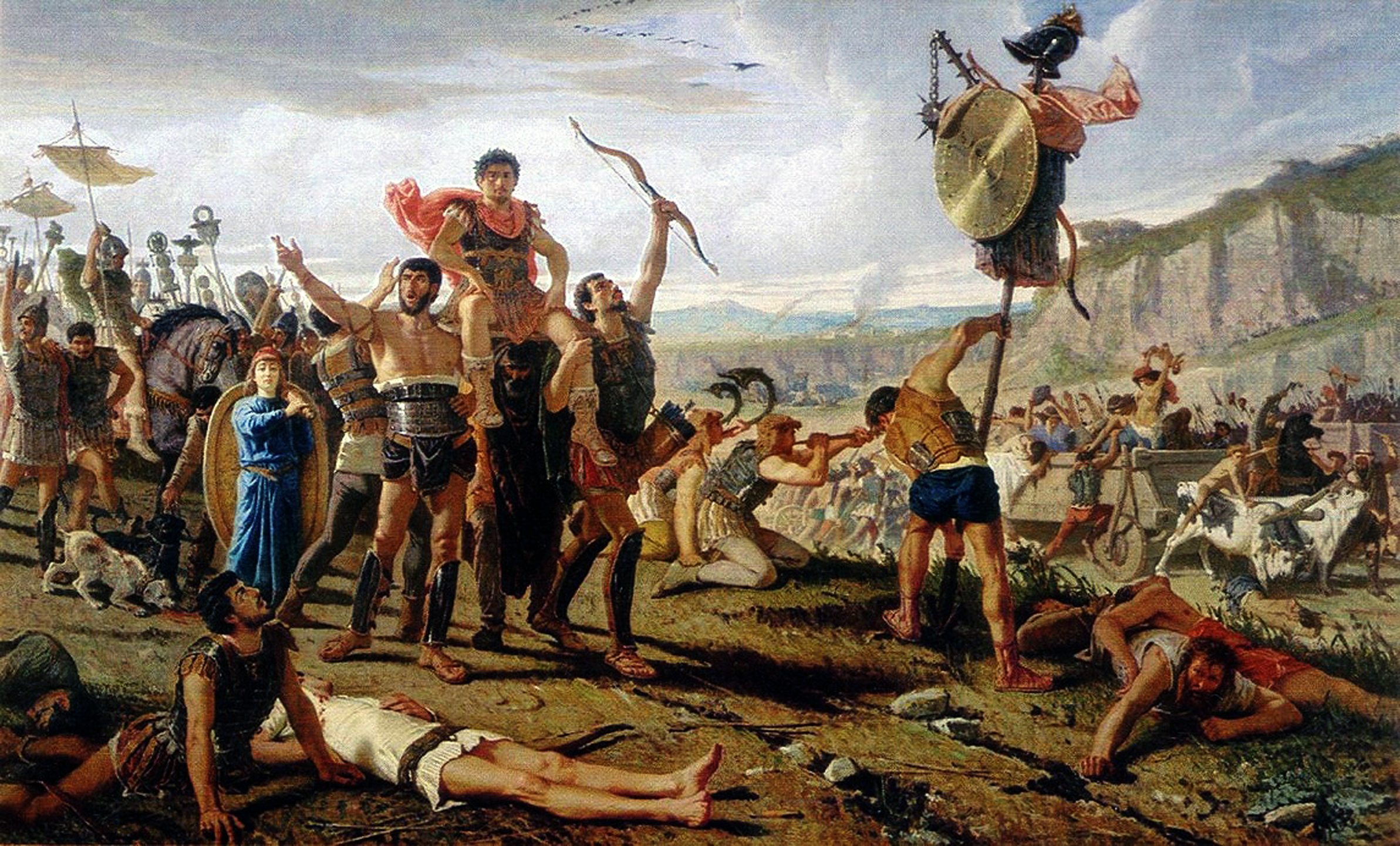
Mario, vencedor de los cimbrios, Francesco Saverio Altamura, 1863.

La veracidad de este relato, basado en las memorias de Sila y Cátulo, ha sido discutida por los historiadores. Se cree que la batalla tuvo muchas menos sorpresas para el bando romano. Los soldados de Mario derrotaron a la caballería cimbria, ambos flancos se unieron en el campamento bárbaro, y luego atacaron por la retaguardia las partes principales del enemigo, que Cátulo forjó con su defensa. A partir de este momento, la batalla se convirtió en una masacre. Las fuentes informan de ciento viente a ciento cuarenta mil muertos y sesenta mil prisioneros de guerra; Veleyo Patérculo habla de más de cien mil en ambos conjuntos.
Inmediatamente después de la batalla estalló una disputa entre los dos caudillos sobre quién había contribuido más a la victoria. Los árbitros fueron los embajadores de la ciudad de Parma, a quienes los hombres de Quinto Lutacio condujeron por el campo de batalla para mostrar las lanzas que habían atravesado los cuerpos de los cimbrios, las cuales la mayoría tenían el nombre de Cátulo grabado en la punta. No se sabe nada de la resolución; estas disputas eran probablemente bastante comunes en la época, y quizás el propio Quinto Lutacio no estuvo involucrado.
Con motivo de su victoria, Mario y Cátulo fueron honrados con un triunfo. Plutarco cree que se le ofreció a Mario celebrar esta ceremonia en solitario, pero se negó, probablemente para evitar una rebelión por parte de los soldados de Quinto Lutacio. Quizá, en realidad, Mario seguía considerando a Cátulo como su aliado y no quería dar a la nobilitas nuevos motivos de antipatía. Sin embargo, toda la fama fue para Mario, quien alcanzó la cima de su popularidad, fue reconocido como el salvador de la patria y el tercer fundador de Roma, y se le hacían libaciones en las comidas junto con la de los dioses. Además, Mario fundó el templo de Honor y Virtud con los fondos del botín que incautó.
Más tarde, en sus memorias, Cátulo intentó presentarse como el principal vencedor en Vercelas.

### Reformas de Mario
Las fuentes clásicas atribuyen a Mario una reforma militar que comenzó con la inclusión de los ciudadanos romanos sin tierra ni propiedades (capite censi) entre los varones que podían ser reclutados.
La consecuencia de esta innovación fue una serie de cambios, como que, debido a la desaparición de facto del censo, también desaparecieron las antiguas divisiones de los asteros, principes y triarios, lo que condujo a una mayor uniformidad en la formación y el equipamiento. La caballería y la infantería ligera era reclutada exclusivamente entre aliados y provinciales. Gracias a la abundancia de voluntarios, el tamaño medio de la legión aumentó de 4 200 a 5 000-6 200 legionarios y, ahora, las legiones se componían de diez cohortes de seis centurias cada una, en lugar de los treinta manípulos anteriores. La centuria constaba de ochenta hombres y se dividía en grupos de ocho (en latín: contubernia), que vivían y comían juntos en el campamento; en la batalla, en la marcha y en el campamento actuaba como una unidad de combate. Además, durante la marcha llevaba consigo todas sus armas, los efectos personales de los soldados, las municiones y los alimentos, lo que ayudó a reducir el tamaño total del convoy e hizo que el ejército tuviera más movilidad. Para reforzar el espíritu corporativo, cada legión recibió un águila sobre su asta como símbolo oficial.
El entrenamiento de los soldados se intensificó con marchas forzadas, clases de trote con caballos e invitando a instructores de las escuelas de gladiadores. Además, se introdujo un nuevo tipo de pilum, que según Plutarco, ya se había hecho uso en la batalla de Vercelas: «Para esta batalla dicen que fue para la que Mario hizo aquella novedad de los astiles de las picas; porque antes la parte de la madera que entraba en el hierro estaba asegurada con dos puntas asimismo de hierro, y entonces Mario, dejando la una como estaba, en lugar de la otra puso una estaquilla de madera fácil de romperse, proporcionando así que al dar el astil en el escudo del enemigo no quedase recto, sino que rompiéndose la estaquilla se doblase, y la pica permaneciese clavada, por el mismo hecho de haberse encorvado la punta».
En la historiografía, muchas de las fuentes que relatan las reformas de Mario son discutidas. Por ejemplo, el reclutamiento de algunos miles de voluntarios proletarios en el año 107 no supuso ningún cambio fundamental en la formación del ejército: por un lado, Mario siguió reclutando a los ciudadanos más acomodados bajo el antiguo sistema; por otro, la reducción del censo se venía produciendo desde la segunda guerra púnica. De once mil ases a finales del siglo III a. C., el censo bajó a mil quinientos en 129, por lo que la aparición de ciudadanos pobres en el ejército fue la conclusión lógica de un proceso secular.
La división de la legión en cohortes ya había sido practicada durante la segunda guerra púnica en Hispania, y el ejército romano en Numidia a las órdenes de Quinto Cecilio Metelo contaba tanto con manípulos como con cohortes. Probablemente, como parte de la transición a las cohortes, también se llevó a cabo la unificación del armamento, que desde la época de los hermanos Graco era comprado por el Estado romano y no por los legionarios.
El nivel de formación de los soldados dependía exclusivamente del comandante. Mario fue guiado en estos asuntos por Escipión Emiliano, a cuyas órdenes había servido en Numancia, pero las normas unificadas solamente se desarrollaron bajo Augusto. Era bastante común en el mundo antiguo que los soldados fueran cargados con su equipo, como hizo Metelo con los suyos en Numidia. Las legiones ya portaban águilas antes de la llegada de Mario, quien simplemente desechó símbolos anteriores, como el lobo, el minotauro, el caballo o el jabalí.
Una innovación importante fue que, al reclutar a los pobres, Mario les prometió tierras al final de su período de servicio. Posteriormente, estos compromisos se convirtieron en una práctica establecida y adquirieron importancia para la historia política de la República.

### Mario y Saturnino

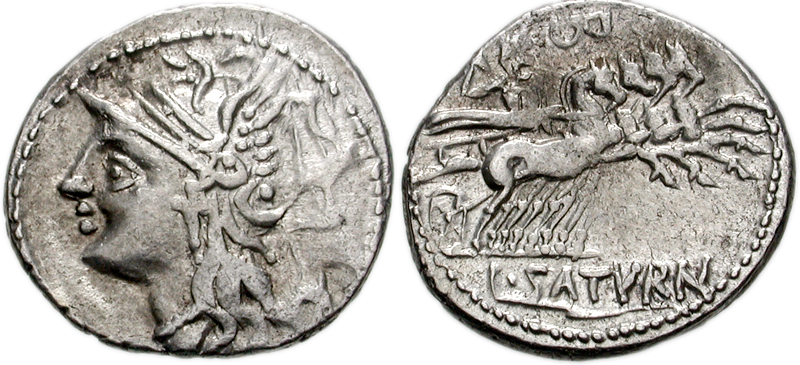
Moneda acuñada por Lucio Apuleyo Saturnino.

En el año 103 a. C., Mario se alió con el tribuno de la plebe Lucio Apuleyo Saturnino, un joven y ambicioso político, opuesto al Senado, útil para Mario para ejercer presión sobre la nobilitas. Con el apoyo del cónsul, Saturnino consiguió la condena del influyente noble Quinto Servilio Cepión, quien fue acusado de la derrota en Arausio y mantenía relación con Metelo, y lanzó ataques contra este último, un viejo oponente de Mario. Por iniciativa del tribuno, se aprobó una ley que asignaba parcelas de cien yugadas en África a los veteranos de la guerra de Jugurta.
Saturnino ayudó a Mario en su elección como cónsul en 102 a. C., lo que suponía su tercera vez consecutiva en el cargo. Según Plutarco, Lucio Apuleyo persuadió a la asamblea popular para que eligiera a Mario, y en respuesta a la fingida negativa de este último, le llamó «traidor a la patria». Esta historia probablemente se remonta a la tradición antimariana, aunque tiene una base histórica.
En 101, después de Vercelas, Mario ayudó a Saturnino a convertirse en tribuno por segunda vez. Además, él mismo volvió a postularse para su sexto consulado y, según Plutarco, lo buscó como otros buscaban el primero. La oposición a Mario crecía por la desaparición de la amenaza militar que había asegurado sus anteriores elecciones, por lo que el candidato tuvo que reclutar a sus veteranos, sobornar activamente a los votantes y utilizar la ayuda de Saturnino. Gracias a esto, finalmente fue elegido junto a Lucio Valerio Flaco, a quien los opositores políticos calificaron de dependiente de Mario más que de un compañero de armas.
Con el apoyo de los soldados, Saturnino aprobó leyes para la venta de pan a precios reducidos y para la entrega de colonias a los veteranos de Mario en Sicilia, Acaya, Macedonia y la Galia Narbonense; este último debía dirigir la aplicación de todas las medidas agrarias. La perspectiva de tal aumento del poder del cónsul despertó la resistencia de la nobilitas, por lo que Saturnino consiguió una disposición para que los senadores juraran fidelidad a la ley agraria bajo amenaza de destierro. Mario, quien no quería romper del todo con el Senado, declaró que era mejor no enfadar al pueblo que impulsaba la ley y fue el primero en prestar juramento. El resto de los senadores siguieron su ejemplo, con la excepción de Metelo Numídico, quien fue condenado al destierro.
Pronto la actitud de Mario hacia Saturnino cambió, posiblemente debido al excesivo radicalismo del tribuno de la plebe: «Mario estaba asustado por los demonios que él mismo había convocado». El seis veces cónsul no podía tomarse la molestia de romper con la clase senatorial, y la política de maniobras podría haberle puesto en peligro por ambas partes, especialmente en una situación en la que muchos équites se pusieron del lado del Senado. Plutarco cuenta de Mario: «Habiendo ido a su casa de noche los varones principales a hablarle contra Saturnino, recibió a este por otra puerta sin noticia de aquellos, y tomando por pretexto para con unos y con otros una descomposición de vientre, ya estaba en una parte, ya en otra, con lo que sólo consiguió indisponerlos e irritarlos más entre sí». Theodor Mommsen señaló la «aptitud aristofánica» de esta historia, que la cataloga como ficticia.
En el verano de 100 a. C. se produjo un conflicto abierto entre Saturnino y el Senado porque el partidario del tribuno, Cayo Servilio Glaucia, fue destituido de las elecciones consulares y su rival Cayo Memio fue asesinado en circunstancias poco claras. Los senadores, sin ninguna prueba, declararon a Saturnino autor intelectual del asesinato y sugirieron que Mario actuara conjuntamente para «salvar el Estado». Este no se atrevió a quedarse al margen y obedeció, aunque la ruptura con uno de los bandos enfrentados no le aseguraba una alianza duradera con la nobilitas; su deseo de evitar una masacre sin ley de Saturnino y sus partidarios, que habría empañado la reputación de Mario para siempre, pudo haber jugado un papel importante.
Los cónsules recibieron poderes extraordinarios por parte del Senado en forma de senatus consultum ultimum. Mario organizó la distribución de armas de los arsenales del Estado a los partidarios senatoriales y, cuando los partidarios de Saturnino fueron derrotados en una batalla abierta en el Foro y se retiraron al Capitolio, ordenó que se cortaran los suministros de agua; como resultado, los tribunos tuvieron que rendirse. Mario, quien había prometido la vida a los arrestados, los puso bajo guardia en la Curia Hostilia, pero un grupo de partidarios del Senado, que no confiaba en el cónsul, irrumpió allí y los mató sin ningún tipo de juicio.

### En la sombra (100-91a.C.)
Según la historiografía popular, la ejecución de Saturnino fue desastrosa para la carrera de Mario porque, con ello, perdió la confianza del pueblo, sin conseguir atraerse a la nobilitas, lo que le dejó sin apoyo y le obligó de permanecer en la sombra durante toda la década de los noventa. Por otra parte, después de cinco consulados consecutivos sin precedentes y la eliminación de una amenaza externa, el homo novus, en cualquier caso, podría no haber tenido perspectivas especialmente brillantes: «no está del todo claro lo que Mario podía esperar» en esta situación.
Las fuentes afirman que, antes de terminar su mandato consular, Mario intentó sin éxito impedir el regreso del exilio de su enemigo Metelo Numídico. Muchos historiadores están de acuerdo con la tradición, pero también se expresan dudas: para Mario, el conflicto abierto con una parte importante de la sociedad romana, inevitable si se oponía a los partidarios de Metelo, era demasiado desventajoso. Pronto Mario partió hacia Asia, formalmente para realizar sacrificios a la Madre de los dioses, pero en realidad, según Plutarco, porque era «incapaz de soportar el regreso de Metelo», explicación que A. V. Korolenkov califica de «muy extraña», y porque esperaba provocar una guerra en Oriente, útil para la continuación de su carrera. Este último informe ha sido calificado por la historiografía como demasiado ingenuo, y se sugirió que el viaje de Mario era de interés público y tenía carácter de inspección, debido a que Mitrídates VI estaba ampliando activamente su esfera de influencia en la región durante estos años y Roma necesitaba estudiar la situación cambiante. Mario visitó Galacia y Capadocia, donde fue recibido muy respetuosamente por Mitrídates, pero, sin embargo, fue extremadamente severo con el rey, y en particular declaró, probablemente en respuesta a alguna queja o agravio, «o hazte ¡oh rey! más poderoso que los romanos, o ejecuta en silencio lo que te se mande». La inspección de Mario fue importante para la política romana en la región, ya que determinó la actitud de los políticos romanos hacia Mitrídates y les animó a oponerse más activamente a la agresión de este rey en Capadocia.
En su ausencia, Mario fue elegido miembro del colegio de augures, hecho que probablemente no podría haber ocurrido sin el apoyo de una serie de personas influyentes, aunque se cree que este sacerdocio le fue concedido a cambio de no ser candidato a la censura. Poco después de que Cayo regresara a Roma, uno de sus aliados, Manio Aquilio, fue llevado a juicio, acusación que Mario consideró que iba dirigida contra él mismo, por lo que contrató a Marco Antonio, uno de los mejores oradores de la época, como su defensor, y apoyó al acusado con su presencia. Aquilio fue absuelto a pesar de la abundancia de pruebas incriminatorias, lo que supuso un gran éxito para Mario: puede que incluso creciera su influencia después de esto. También pudo proteger a sus otros partidarios que fueron juzgados durante estos años, y casó a su hijo con Licinia, hija y nieta de dos de los miembros más destacados de la nobilitas, Lucio Licinio Craso, cónsul de 95 a. C., y Quinto Mucio Escévola respectivamente.

### Guerra Social

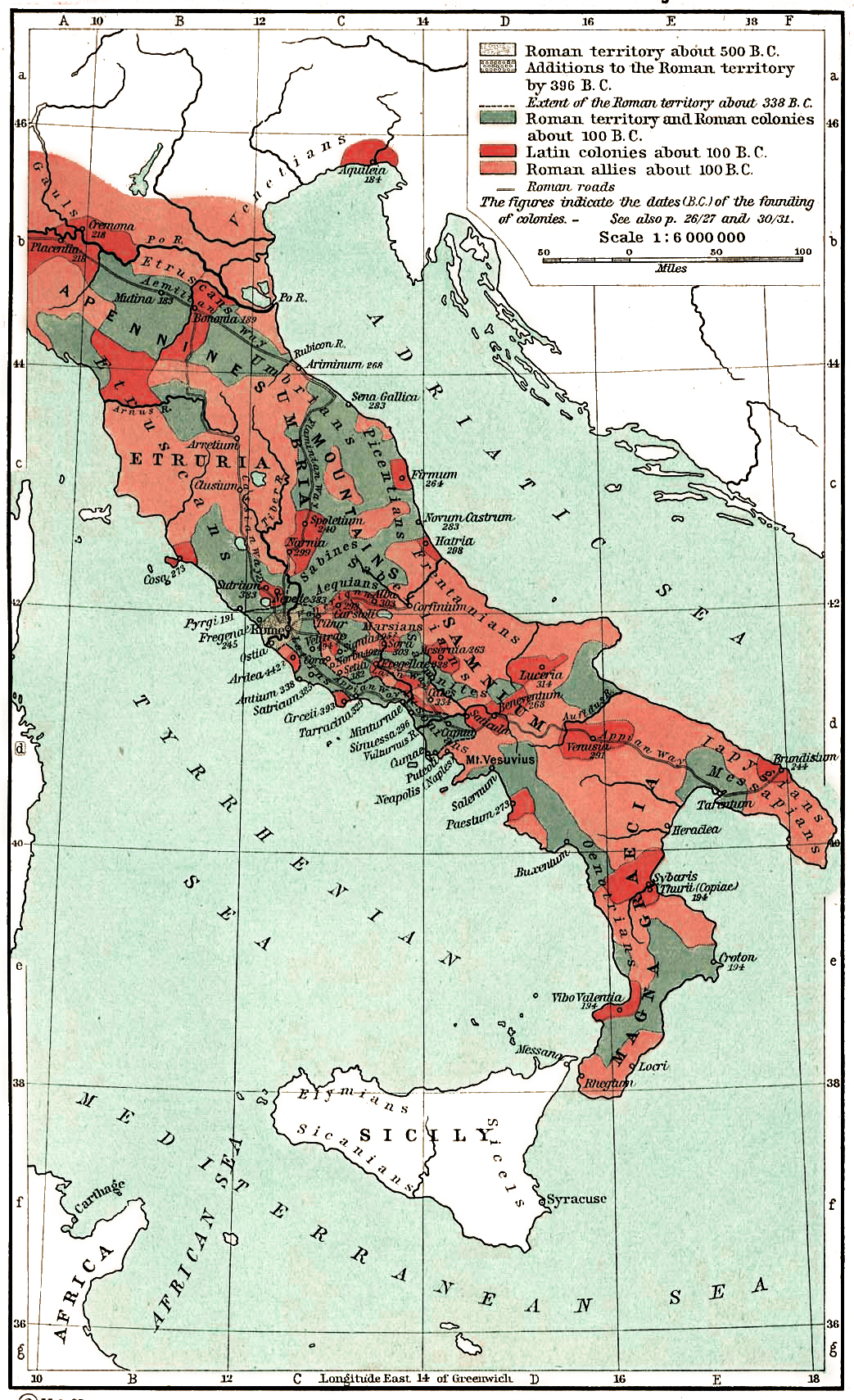
Mapa de la Italia romana en el año 100 a. C., en vísperas de la guerra Social.

En el año 90 a. C., los aliados de Roma se rebelaron por la negativa a concederles la ciudadanía, lo que dio inicio a la guerra Social. Mario se convirtió en legado del cónsul Rutilio Lupo, quien dirigía en el teatro de operaciones del norte. Según una fuente, Rutilio eligió a Mario como su pariente, pero no confiaba demasiado en él.
Cuando otro legado, Cayo Perperna, fue derrotado por Publio Presencio, los restos de sus tropas se unieron al ejército de Mario, quien aconsejó a Rutilio que no buscase el combate, sino que entrenara a sus hombres, quienes aún no tenían experiencia de lucha. Sin embargo, no tuvo tiempo para ello y acabó en una emboscada tendida por los marsos y murió. Mario estaba en ese momento acampado un poco más abajo en la orilla del mismo río donde se había librado la contienda, llamado de diferentes maneras según los historiadores antiguos —el Liri según Apiano o el Toleno según Orosio— y adivinó por los cadáveres que este llevaba lo que había ocurrido. En consecuencia, realizó un ataque sorpresa contra la tribu de los marsos y salió victorioso. El Senado dividió las tropas y los poderes de Rutilio entre Mario y Quinto Servilio Cepión, pero este último fue pronto asesinado en una emboscada realizada por los itálicos, por lo que Mario se convirtió en el único comandante de la zona.
Ese mismo año Mario derrotó a los marsos en otra batalla, que dejó un saldo seis mil guerreros enemigos muertos y otros siete mil capturados. Además, según Apiano, Sila luchó en dicha contienda.
A finales de año, Mario dejó de participar en las hostilidades, aunque la guerra continuaba con la misma ferocidad. Plutarco afirma que esto se debió a la creciente incapacidad de mando del viejo cónsul: «porque fue tenido por tardo en el acometer, y nimiamente cuidadoso en todo; de manera que, bien fuese porque la vejez hubiese apagado en él la antigua actividad y ardor, pues pasaba ya entonces de sesenta y cinco años, o bien porque, como él decía, padeciendo de los nervios y faltándole la agilidad del cuerpo, por pundonor se había empeñado en aquella guerra a más de lo que podía». Finalmente, Mario renunció a su cargo «imposibilitado a continuar por su debilidad». Sin embargo, esta información está probablemente tomada de la tradición prosilana y, de hecho, Mario no renunció a su mando, simplemente no se le prorrogó para el año siguiente porque los nuevos cónsules no querían compartir sus poderes y su gloria con él, y la nobilitas en su conjunto no querían que volviese a ocupar un papel preeminente en la política romana.
Uno de los cónsules de 89 a. C. Lucio Porcio Catón, a cuyo habían pasado los soldados del legado retirado, según Orosio, se jactó tanto de sus victorias, «Mario no había realizado mayores hazañas», que fue asesinado por el hijo de este último «como si fuera un asesino desconocido».

### Mario y Sila

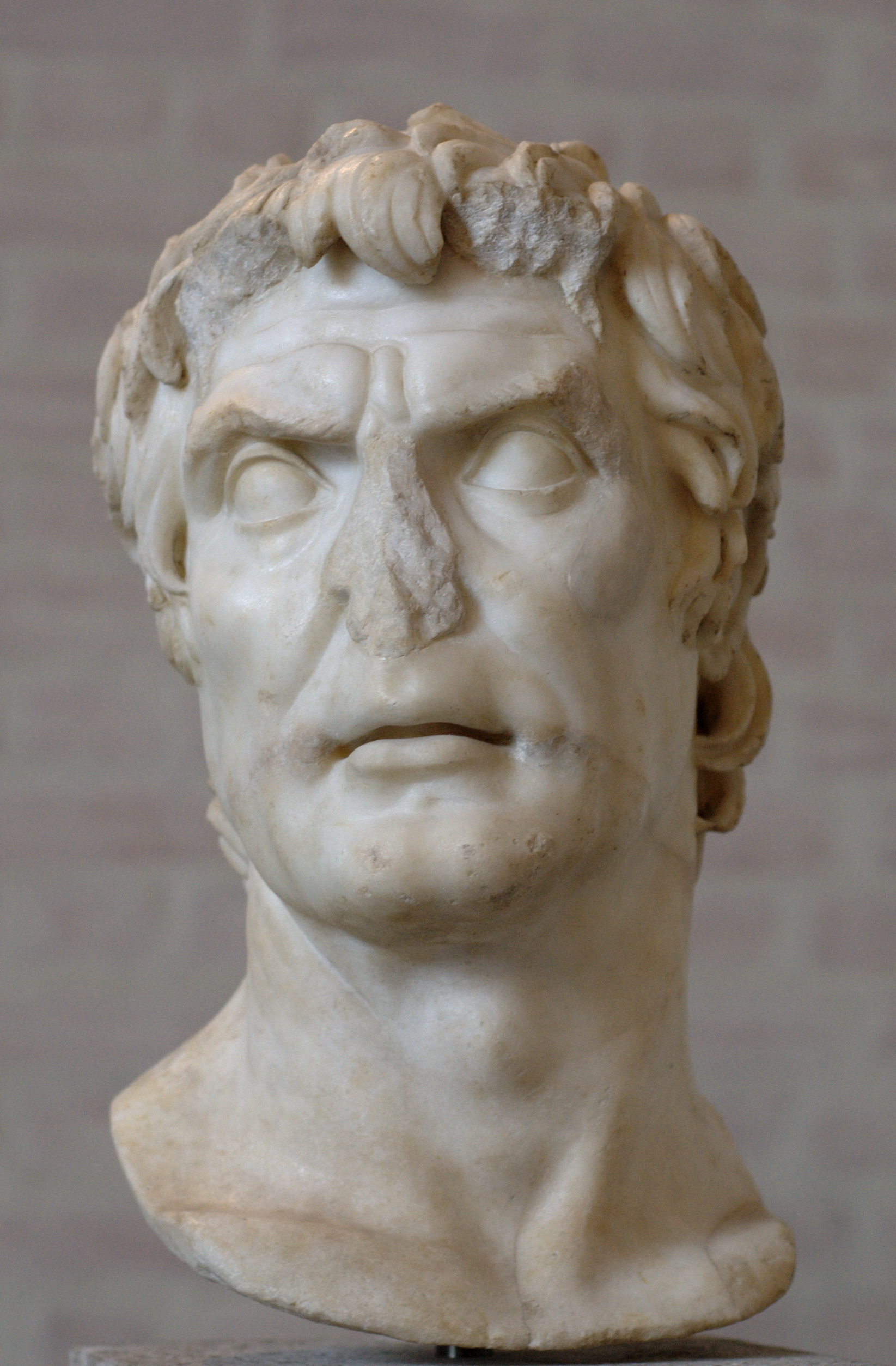
Busto de Lucio Cornelio Sila.

En la fase final de la guerra Social, Roma se enfrentó a un nuevo enemigo exterior. En el año 89-88 a. C. el rey del Ponto, Mitrídates el Grande, había ocupado Asia e iniciado la conquista de Grecia, por lo que el poder de Roma en todos los territorios al este de Italia estaba amenazado. La guerra inminente parecía bastante fácil y prometía un enorme botín, por lo que obtener el mando se convirtió en el objetivo más preciado de varios políticos prominentes. El principal conflicto fue entre Mario y Lucio Cornelio Sila.
La relación entre los dos nobles, según una tradición que se remonta a las memorias de Lucio Cornelio, comenzó a deteriorarse ya en el año 100 a. C. Los detractores de Mario argumentaban que el principal mérito de la victoria en la guerra de Jugurta no recaía en él, sino en Sila por haber entregado al rey númida; Mario estaba supuestamente irritado por esto, pero hasta cierto punto consideraba a Sila demasiado insignificante como para tenerle envidia. Sin embargo, así comenzó la «irreconciliable y violenta enemistad que casi destruye a Roma»; esta enemistad, «que nació de tan pequeña ocasión y tan débiles principios, subió después por los grados de la sangre civil y de insufribles convulsiones hasta la tiranía y el trastorno de toda la República». La veracidad de estas afirmaciones de Plutarco es dudosa: en cualquier caso, Mario y Sila cooperaron incluso después del triunfo sobre Jugurta.
En el año 91 a. C., se instaló en el Capitolio por parte de Boco de Mauritania una estatua que conmemoraba la victoria sobre Jugurta y una representación de una escena de la extradición de ese rey, lo que estuvo a punto de ocasionar enfrentamientos entre los partidarios de Mario y Sila. La historiografía está dividida al respecto: algunos estudiosos toman las pruebas de las fuentes al pie de la letra, otros consideran que se trata en parte de una ficción derivada de las memorias de Sila; no obstante, la instalación de las esculturas tuvo lugar con toda seguridad, lo que demuestra el apoyo que recibió Sila de varias figuras políticas prominentes para su oposición a Mario.
Durante la guerra Social, Sila pudo demostrar su valía, lo que le ayudó a conseguir el consulado en 88 a. C., gracias en parte a su alianza con los Metelos, viejos enemigos de Mario. Este último, según los extractos del libro 37 de Diodoro Sículo, también reclamó el consulado y perdió las elecciones, pero esta afirmación probablemente sea errónea: Mario no se presentó como candidato, debido a que sabía que seguramente no ganaría. Esto le llevó a esperar ganar el mando de la guerra contra Mitrídates mediante una alianza con el tribuno de la plebe Publio Sulpicio.
Para entonces, Sulpicio había presentado una serie de iniciativas legislativas, que consistían en distribuir a los nuevos ciudadanos entre todas las tribus —sólo esto les habría dado plenos derechos civiles—, permitir regresar a los exiliados condenados en virtud de la lex Varia, y excluir del Senado a los nobles cuyas deudas superaran los dos mil denarios. Para vencer la resistencia a estos proyectos de ley, liderados por ambos cónsules, Sulpicio entró en una alianza secreta con Mario, que implicaba el apoyo mutuo con la condición de que se aprobara otra ley, que daba a Cayo el mando de la incipiente guerra.
En los enfrentamientos que siguieron en las calles de la ciudad, Sulpicio se impuso, armando a sus partidarios. Sila incluso tuvo que refugiarse en la casa de Mario para salvar su vida; este, según una versión de la tradición, le dio cobijo y le dejó salir por otra puerta. Es probable que Mario utilizara estos acontecimientos para persuadir a Sila de que suprimiera los días de inasistencia y así aprobar realmente los proyectos de ley de Sulpicio. A cambio, pudo haber prometido a Lucio Cornelio, quien no sabía nada de sus planes, no impedirle ir a la guerra.
Inmediatamente después de la partida de Sila hacia el ejército que aún asediaba Nola, Sulpicio aprobó sus proyectos de ley, incluyendo uno nuevo sobre el mando para Mario; este probablemente recibió los poderes de procónsul. Se enviaron tribunos militares al ejército para destituir a Sila del mando, pero los legionarios, convencidos de que Mario reclutaría a otros soldados para la campaña y que así perderían el botín que les correspondía en Oriente, se pusieron del lado de su comandante y apedrearon a los mensajeros. Sila, en consecuencia, movió sus seis legiones sobre Roma. A los embajadores del Senado, quienes le preguntaron cuál era el propósito de su marcha, respondió que iba a librar a su patria de los tiranos.
Esta rebelión fue una completa sorpresa para Mario; sin embargo, comenzó a prepararse para contraatacar militarmente. Cuando los silanos entraron en la ciudad, Mario y Sulpicio retomaron la batalla en el Esquilino y resistieron tan ferozmente que los rebeldes sólo empezaron a ganar la partida cuando algunas de sus fuerzas dieron un profundo rodeo a lo largo del camino de Suburana. Mario se retiró al templo de la Tierra, desde donde convocó a los esclavos en su ayuda, prometiendo la libertad a todos, pero ninguno de estos respondió a la llamada; sin embargo, se ha sugerido que esto es probablemente una ficción de la propaganda silana. Después de esto, huyó de la ciudad.
Sila, tras hacerse con el control de Roma, ordenó al Senado que declarara enemigos (hostis) a Mario, Sulpicio y a otros diez. Sólo Quinto Mucio Escévola protestó, diciendo que nunca reconocería como enemigo al hombre que había salvado a Roma y a toda Italia; el resto de los senadores, y luego el pueblo, apoyaron la propuesta de Sila. Sulpicio fue pronto asesinado y Mario sufrió una serie de desgracias, descritas en detalle por Plutarco.

### Exilio y regreso

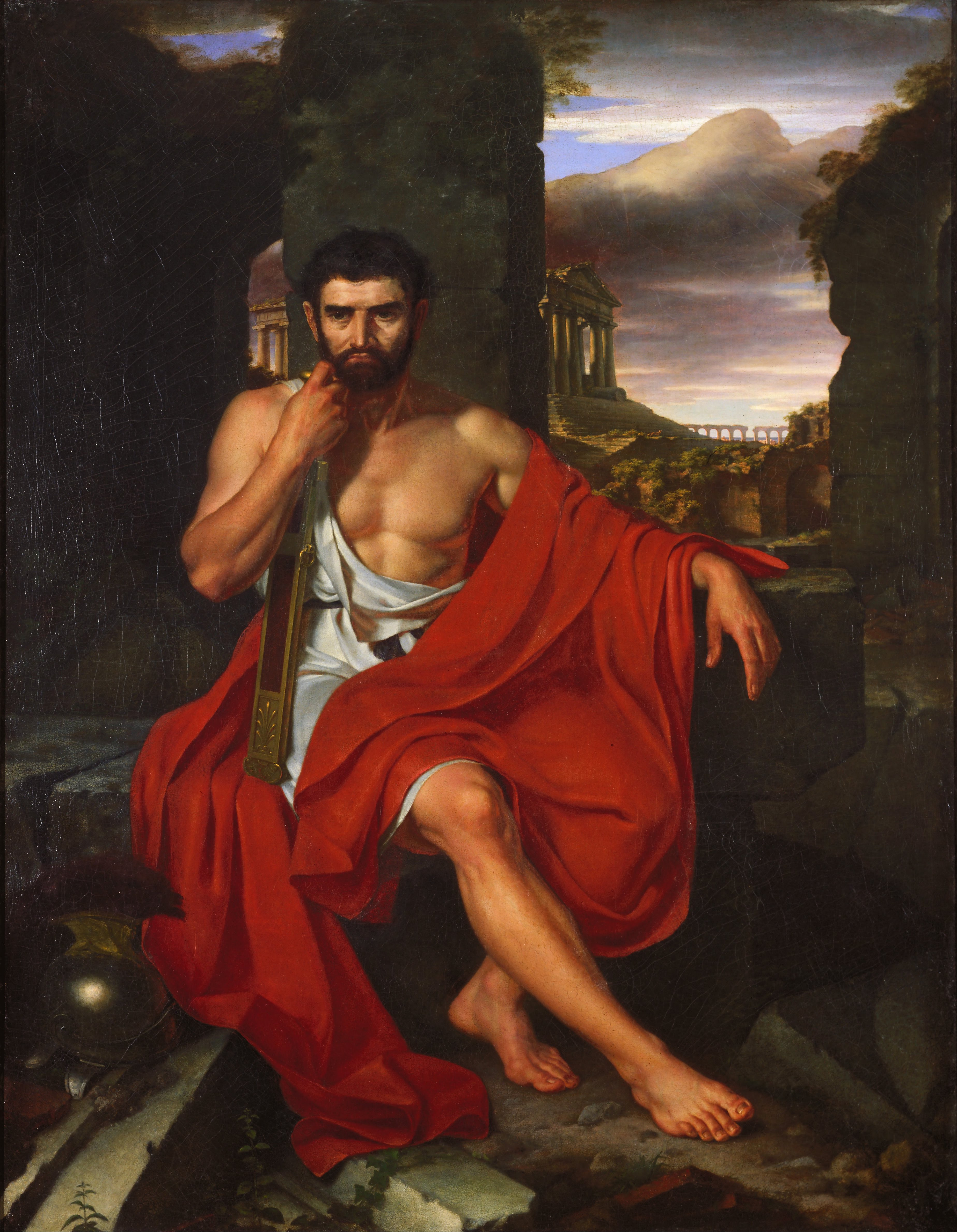
Cayo Mario en las ruinas de Cartago (cuadro de John Vanderlyn).

Mario huyó primero a Salonia, una de sus propiedades, y luego a Ostia, donde abordó un barco y navegó por la costa hacia África. Debido a la tormenta, se vio obligado a atracar cerca de Circeo y a esconderse en un bosque por la noche. Abandonado por sus compañeros, se escondió de unos jinetes que iban en su búsqueda en una cueva, y luego en un pantano, pero lo terminaron encontrando y lo llevaron a la ciudad más cercana, Minturno, desnudo y cubierto de barro. Las autoridades locales decretaron matar al prisionero, pero un bárbaro, de origen galo o cimbro, que habían enviado no se atrevió a hacerlo y salió corriendo gritando «¡Yo no puedo matar a Mario!» Esto hizo que los habitantes de Minturno se arrepintieran y dejaran ir al fugitivo, a quien incluso le proporcionaron un barco.
En la isla de Enaria, Mario se reunió con algunos de sus partidarios. Luego tuvo que atracar brevemente en la costa de Sicilia, donde estuvo a punto de ser capturado. Después de esto, Mario se embarcó dirección a la provincia de África, donde, una vez había desembarcado, un oficial le salió al encuentro, se puso justo delante de él y le comentó que el gobernador de África le había prohibió desembarcar en esa provincia. Tras escuchar esto, Mario se quedó sin palabras por «el dolor y la indignación», y durante un tiempo permaneció callado mientras miraba con severidad al funcionario, quien al preguntarle qué tenía que decir y qué respuesta dar al gobernador, dijo «Dile que has visto a Mario fugitivo sentado sobre las ruinas de Cartago»; «poniendo con razón en paralelo la suerte de esta ciudad y la mudanza de su fortuna para que sirviera de ejemplo».
Más tarde, Mario se reunió con su hijo, quien anteriormente había huido a Numidia, y se estableció en los Querquenes frente a la costa africana, donde pasó el invierno. Mientras tanto, la posición de Sila en Roma no era demasiado fuerte, debido a que se vio en la obligación de retirar sus tropas de la ciudad, y en las elecciones que siguieron, el sobrino de Mario, Marco Mario Gratidiano, fue elegido tribuno de la plebe. Los cónsules se convirtieron en personas no afiliadas a ningún bando del conflicto; Sila, quien había sido juzgado, se fue a Grecia a luchar contra Mitrídates y en su ausencia la situación política se volvió aún más inestable.
Uno de los cónsules, Lucio Cornelio Cinna, intentó, siguiendo a Sulpicio, repartir a los nuevos ciudadanos entre todas las tribus y, como consecuencia, fue desterrado de Roma y despojado de su cargo de cónsul, por lo que, en consecuencia, reunió un ejército y se acercó a la ciudad. Al enterarse, Mario desembarcó en Telamon, en Etruria, con un destacamento de fugitivos y de caballería mora que no sumaba más de mil hombres, y circunnavegó las ciudades etruscas, con un aspecto sucio y melenudo, mientras pregonaba sus méritos militares y prometiendo a los lugareños el derecho al voto; así consiguió aumentar su ejército a seis mil hombres. Entonces se unió a Cinna y se sometió desafiantemente a él, rechazando incluso los poderes proconsulares ofrecidos por Lucio Cornelio. No obstante, el mando real pasó a manos de Mario, y las hostilidades se intensificaron bruscamente: tomó y saqueó Ostia, cortó el suministro de pan a Roma y ocupó Janículo. El ejército que defendía la ciudad se vio muy afectado por una epidemia y parte de él desertó al lado de Mario y Cinna. En esta situación, el Senado decidió rendirse.
Las fuentes hablan de que Mario realizó una matanza: los enemigos de este y Cinna fueron asesinados sin piedad, sus cuerpos mutilados y las cabezas de los senadores asesinados expuestas en los estrados. El antiguo pretor Quinto Ancario fue asesinado sólo porque Mario no respondió a su saludo al encontrarse con él, y esto se convirtió desde entonces en una señal habitual: cualquiera que no fuera saludado por Mario era asesinado en el acto. Un antiguo colega de Mario en uno de los consulados, Quinto Lutacio Cátulo, convocado a la corte, optó por suicidarse. Las casas de los asesinados fueron saqueadas y sus esposas e hijos fueron maltratados. Es probable que haya una serie de exageraciones en este cuadro, relacionadas con el deseo natural de los seguidores de Sila de presentar el terror mariano en una escala mayor de lo que realmente fue: en varias masacres se observó al menos la apariencia de legalidad; Ancario, en el momento de su encuentro con Mario, aparentemente estaba siendo conducido a su ejecución, y el relato de una «señal habitual» es una ficción obvia; los informes de confiscaciones por parte de las fuentes son extremadamente vagos; los cuerpos de los asesinados fueron probablemente enterrados. El terror mariano impactó a los contemporáneos no tanto por su magnitud como por el asesinato sin juicio de personas de dignidad consular y pretoriana.
Mario se proclamó cónsul del año siguiente, 86 a. C., sin la participación de una asamblea popular; fue su séptimo consulado. Sin embargo, sus fuerzas no tardaron en abandonarle: la tensión de los últimos meses pareció haberle pasado factura. Buscando remedios para el insomnio y las pesadillas, se entregó a la embriaguez, desarrolló una pleuresía y, tras permanecer tumbado durante siete días, murió en los idus de enero. En el delirio del lecho de muerte, «Pensó que se hallaba de general en la guerra de Mitrídates, y tomaba todas las posturas y movimientos del cuerpo que son de costumbre en los combates, dando los mismos gritos y las mismas exhortaciones a los soldados». Algunas fuentes afirman que Mario se suicidó, aunque la historiografía tacha esta afirmación como falsa.
Cuando Sila invadió Roma en 82 a. C., hizo que la tumba de Mario fuera saqueada y que sus restos fueran arrojados al Aniene.

## Familia

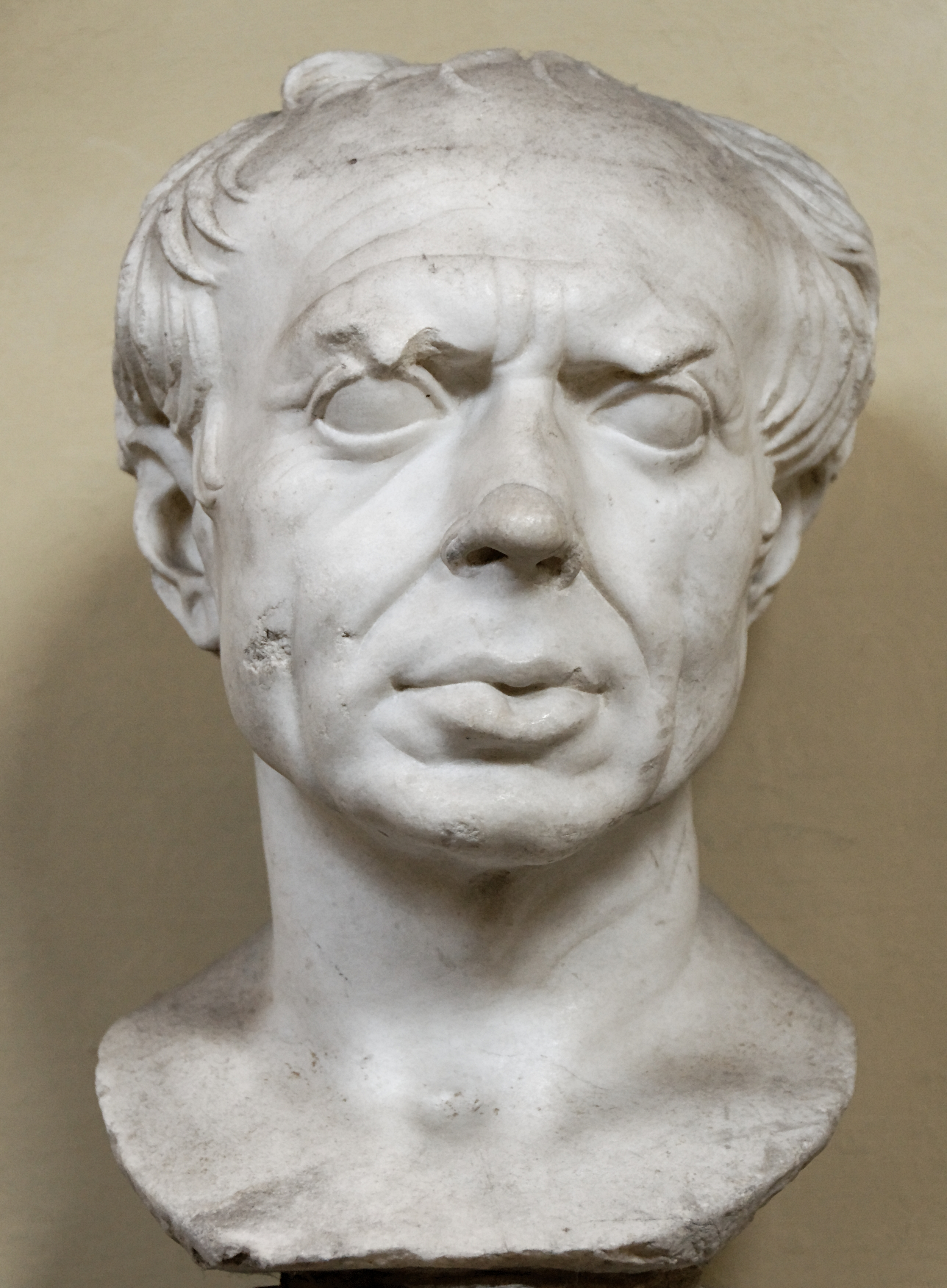
Busto de Cayo Mario.

Cayo Mario estuvo casado, desde aproximadamente el año 110 a. C., con una patricia llamada Julia, de la que nació su único hijo, Cayo Mario el Joven, quien siguió luchando contra Sila tras la muerte de su padre.
Plutarco menciona a un hijastro, Mario Granio, quien acompañó a su padrastro en su huida de Italia. El hijo de la hermana de Mario, Cayo Lucio, sirvió como tribuno militar en la Galia, en un ejército que esperaba a las tribus germánicas, aunque terminó siendo asesinado por un legionario al que había molestado y Mario, al enterarse de todo el asunto, absolvió al asesino. Otro sobrino de Mario por parte de su hermana, Marco Mario Gratidiano, fue adoptado por su tío, Marco Mario, y recorrió el cursus honorum hasta el cargo de pretor.
Un tal Amacio, en el año 44 a. C., afirmó ser hijo o nieto de Cayo Mario.

## Valoraciones

### En las fuentes antiguas
Cicerón, compatriota y socio de Cayo Mario, lo clasificó entre los «ciudadanos más sabios y valientes», diciendo que «soportó... grandes trabajos» a lo largo de su vida. Pero, por regla general, las valoraciones de la personalidad y las actividades de Mario en las fuentes son menos inequívocas. Los autores de la Antigüedad separan las guerras de Mario con los númidas y, sobre todo, con los germanos, en las que salvó a Roma, y las últimas etapas de su vida, cuando desencadenó una guerra civil y el terror por motivos egoístas. Las memorias de tres enemigos de Mario, Sila, Quinto Lucio Cátulo y Publio Rutilio Rufo, escritas con un sesgo inevitable, pero que influyeron de forma determinante en la tradición, desempeñaron un papel importante en la configuración de dichas valoraciones.
Incluso Salustio, después de haber descrito con entusiasmo a Mario mientras ejercía de legado —«tenía industria, integridad, gran conocimiento de la guerra, y un espíritu impertérrito en el campo; era templado en la vida privada, superior al placer y a las riquezas, y ambicioso sólo de la gloria»—, señala que fue la ambición lo que le arruinó.
Una clara característica de Mario está contenida en una de las períocas de uno de los libros de Livio: «Si tenemos en cuenta todo, había sido un hombre del que no era fácil decir si era más excelente en tiempos de guerra que peligroso en tiempos de paz. Por lo tanto, puede decirse que tanto como salvó al Estado como soldado, tanto lo perjudicó como ciudadano, primero por sus artimañas, más tarde por sus acciones revolucionarias».
Ya con el objetivo de conseguir el primer consulado, Mario estaba preparado para congraciarse con los soldados y zaherir a su comandante. «Un hombre de ideas y planes constantemente cambiantes, siempre siguiendo a la fortuna», Mario organizó un complot contra su enemigo Metelo Numídico y se convirtió en el verdadero culpable de la «rebelión» de Saturnino. Después, ya anciano, seis veces cónsul y poseedor de un mérito excepcional, no pudo conformarse con esto y soñó con nuevos honores, para lo cual inició las «leyes perniciosas» de Sulpicio. Mario llevó a cabo una brutal guerra civil, organizó una masacre en Roma y murió después de una serie de «atrocidades», mientras realizaba «terribles designios» contra Sila y lo veía luchar contra Mitrídates en el delirio.

### En la historiografía
Theodor Mommsen consideraba a Mario un político sin talento y con complejos de advenedizo, «un hombre moral y políticamente inestable». Según este historiador, en el año 88 a. C. Publio Sulpicio intentó utilizar a Mario para quitarle el mando a Sila, quien podría haber impedido las reformas. Como resultado, no por iniciativa propia, volvió a salir a la escena «un anciano igualmente mediocre políticamente, qué vengativo y ambicioso». Otros acontecimientos también pudieron haber sido causados por el hecho de que Sila temía «todo tipo de violencia y locuras» que Mario podría haber cometido. En su descripción de la masacre de Mario en Roma, Mommsen se limita a reproducir los datos de las fuentes prosilanas con las palabras: «Por cada pinchazo de alfiler podía tomar represalias con un golpe de daga».
Serguéi Kovaliov creía que la disputa entre Mario y Sila decidía quién gobernaría en el este, si los optimates o los populares.

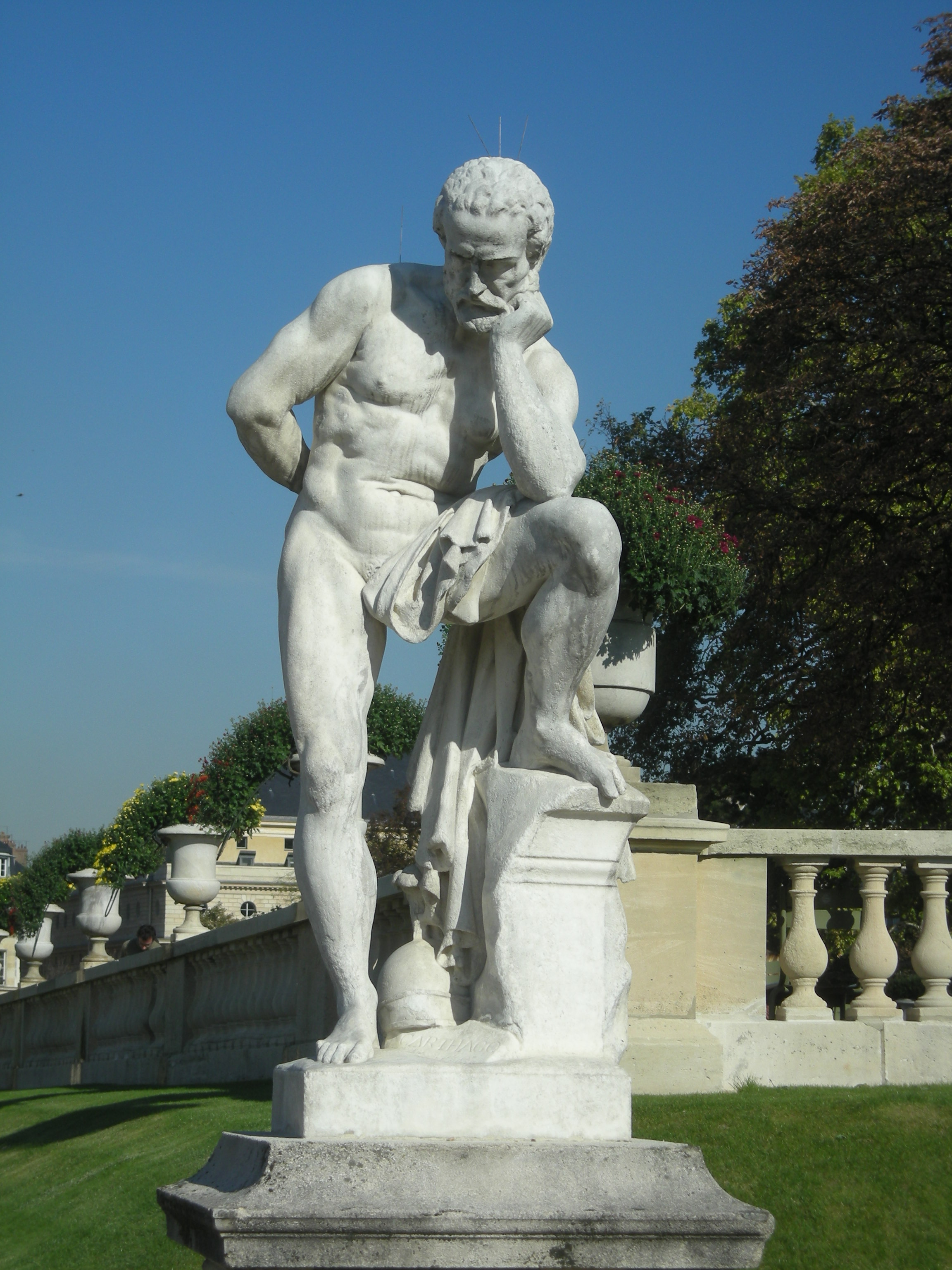
Mario examinando las ruinas de Cartago, escultura de Nicolas-Victor Vilain.

Un lugar especial en la evaluación de las actividades de Mario lo ocupan los juicios sobre su reforma militar. Se considera que sus consecuencias negativas son el declive de la disciplina, así como el hecho de que el ejército profesional, formado por soldados no privilegiados, no servía tanto al «Senado y al pueblo romano» como al caudillo, lo que los convirtió en una herramienta en la lucha por el poder. Sin embargo, el primero en utilizar el ejército como herramienta política no fue Mario, sino Sila.

### El problema de la base social de Cayo Mario
Como homo novus, Mario tuvo serias dificultades para alcanzar la cima del poder. En consecuencia, la cuestión de en qué sectores de la población de Roma y de toda la República se apoyó en su carrera se convierte en una cuestión de gran importancia. Consiguió su primer consulado gracias al apoyo del ejército africano y de los círculos empresariales ecuestres, primero en África y luego en Roma.
Existe la hipótesis de que las «fuerzas antisenatoriales» se reunieron en torno a Mario, incluyendo équites, plebeyos urbanos y rurales. Muchos autores antiguos destacan que Mario era un completo desconocido para la nobilitas, pero mientras tanto no más tarde de 110 a. C. se casó con una patricia, y posteriormente a su alrededor se agruparon representantes de varias familias senatoriales antiguas, pero no demasiado influyentes —la gens Julia, la Aurelia, la Valeria, la Antonia, la Lutacia, la Junia, y algunas rama de la Cornelia— que gracias a él hicieron carrera y se unieron a la «partido mariano» en el Senado. Tal vez la elevación de Mario fue una reacción de los miembros menores del Senado ante el dominio de los Metelos, quienes con demasiada frecuencia buscaban la más alta magistratura para ellos y sus amigos.
Los vínculos de Mario con los caballeros romanos se describen en la historiografía como los más estrechos; es posible que la divergencia de intereses entre estos y populares en el año 100 a. C. hiciera que Mario rompiera su alianza con Saturnino y Glaucia. Ese año, Mario pudo ser el líder de la parte principal de los équites, mientras que Cayo Memio lideraba la clase alta, cercana al Senado, y Glaucia la parte de los pagadores y comerciantes que apoyaron a Saturnino hasta el final.
En los años noventa, las conexiones de Mario con los équites continuaron, lo que, entre otras cosas, se ha asociado con la posible implicación del caudillo en la condena de Publio Rutilio Rufo, quien amenazaba los intereses de los publicanos en las provincias; según otra hipótesis, el juicio de Rutilio fue sólo una de las primeras manifestaciones de la alianza de Mario con los caballeros romanos. Sin embargo, los partidarios entre el estamento del Senado comenzaron a abandonar a Mario poco después de Vercelas, algo que pudo deberse a la eliminación del peligro militar, por lo que el homo novus ya no era necesario. El primero fue probablemente Quinto Lutacio Cátulo, quien, según una hipótesis, pudo haber escrito una memoria hostil a Mario ya en 101 a. C. No existe aquí una cronología indiscutible, pero Ernst Badian concluye, a partir de la lista de legados del año 90 a. C., que para entonces «la mayoría de los nobles de entre los partidarios de Mario lo habían abandonado». Esto dejó a Cneo Pompeyo Estrabón, conocido como un hombre que odiaba a la nobleza, y a Quinto Servilio Cepión, quien se puso del lado de los équites en su oposición al Senado.
La plebe urbana, como demostraron los acontecimientos del año 100 a. C., apoyó al Senado antes que a Mario, porque en la ciudad de Roma las clientelas de la nobleza siempre habían sido fuertes. Al mismo tiempo, la plebe rural apoyaba al general, contando con nuevas concesiones de tierras y estando estrechamente relacionada con los veteranos marianos. Estos últimos, según los autores antiguos, fueron utilizados activamente por Mario en sus actividades políticas, pero esto puede ser una exageración. Bajo el mandato de Mario comenzó la formación de ejércitos «clientes», pero él mismo no hizo uso de los frutos de sus reformas. El primero en mover su ejército contra los oponentes políticos fue su enemigo Sila, y actuó como un innovador incuestionable.
Es posible que Mario haya planeado hacer de los itálicos «una base sólida» en la que «podría basar su poder». La concesión de la ciudadanía romana a las dos cohortes aliadas de Camerino después de Vercelas, así como a los habitantes de las colonias que se planeaban fundar bajo la ley de Saturnino, pudo haber estado relacionada con esto. Mario logró establecer su influencia en Etruria y Umbría, pero, ante la oposición de sus enemigos en el Senado, se enfrió ante la guerra itálica.

## En la cultura
El tema «Cayo Mario en las ruinas de Cartago» fue tratado por los pintores Joseph Kremer, John Vanderlyn y Pierre-Nolasque Bergeret.
Cayo Mario es uno de los protagonistas de varias obras de ficción. Estas son:
- Historia y caída de Cayo Mario de Thomas Otway (1679-1680);
- Mario y Sila de Christian Dietrich Grabbe (1823-1827);
- las novelas Los hermanos Graco y Mario y Sila de Mily Yezersky (1936 y 1937), donde Mario es retratado como el hijo de un simple campesino, y la acción comienza antes de la guerra numantina;
- Sila de Georgi Gulia (1971), donde la acción comienza en 88 a. C., y Mario se muestra como un personaje positivo que se opone a Sila, sediento de sangre y hambriento de poder;
- las novelas El primer hombre de Roma y La corona de hierba de Colleen McCullough de la serie Masters of Rome (1991 y 1993), donde la acción comienza en 110 a. C.;
- Roma soy yo de Santiago Posteguillo.

Mijaíl Lérmontov planeó escribir una tragedia basada en la biografía de Plutarco sobre Mario. El plan de trabajo que se conserva muestra las intenciones románticas del autor y la influencia de las obras de William Shakespeare.